# Trabzonspor Kulübü 2023-2024
Questa pagina raccoglie i dati riguardanti il Trabzonspor Kulübü nelle competizioni ufficiali della stagione 2023-2024.

## Maglie e divise
|  | Casa | Trasferta | Terza divisa | Quarta divisa |

## Rosa
Rosa e numerazione aggiornate al 7 febbraio 2024 

In corsivo i calciatori ceduti durante la stagione
| N. |                                 | Ruolo | Calciatore               |
| -- | ------------------------------- | ----- | ------------------------ |
| 1  | Turchia (bandiera)              | P     | Uğurcan Çakır (capitano) |
| 2  | Turchia (bandiera)              | D     | Rayyan Baniya            |
| 4  | Turchia (bandiera)              | D     | Hüseyin Türkmen          |
| 5  | Turchia (bandiera)              | C     | Berat Özdemir            |
| 6  | Francia (bandiera)              | C     | Batista Mendy            |
| 7  | Bosnia ed Erzegovina (bandiera) | C     | Edin Višća               |
| 8  | Macedonia del Nord (bandiera)   | C     | Enis Bardhi              |
| 9  | Turchia (bandiera)              | A     | Umut Bozok               |
| 10 | Turchia (bandiera)              | C     | Abdülkadir Ömür          |
| 11 | Grecia (bandiera)               | A     | Anastasios Bakasetas     |
| 12 | Belgio (bandiera)               | D     | Thomas Meunier           |
| 14 | Grecia (bandiera)               | A     | Taxiarchīs Fountas       |
| 16 | Turchia (bandiera)              | C     | Kerem Şen                |
| 18 | Turchia (bandiera)              | D     | Evren Eren Elmalı        |
| 19 | Danimarca (bandiera)            | D     | Jens Stryger Larsen      |
| 20 | Montenegro (bandiera)           | C     | Ognjen Bakić             |
| 21 | Grecia (bandiera)               | C     | Dīmītrios Kourmpelīs     |
| 23 | Turchia (bandiera)              | C     | Umut Güneş               |

| N. |                           | Ruolo | Calciatore         |
| -- | ------------------------- | ----- | ------------------ |
| 24 | Paesi Bassi (bandiera)    | D     | Stefano Denswil    |
| 25 | Turchia (bandiera)        | D     | Onuralp Çevikkan   |
| 27 | Egitto (bandiera)         | A     | Trézéguet          |
| 29 | Costa d'Avorio (bandiera) | A     | Nicolas Pépé       |
| 30 | Uruguay (bandiera)        | A     | Maxi Gómez         |
| 30 | Nigeria (bandiera)        | A     | Paul Onuachu       |
| 32 | Croazia (bandiera)        | D     | Filip Benković     |
| 33 | Turchia (bandiera)        | C     | Göktan Gürpüz      |
| 34 | Turchia (bandiera)        | C     | Dogucan Haspolat   |
| 50 | Turchia (bandiera)        | D     | Mehmet-Can Aydın   |
| 54 | Turchia (bandiera)        | P     | Muhammet Taha Tepe |
| 73 | Turchia (bandiera)        | D     | Arif Boşluk        |
| 77 | Turchia (bandiera)        | D     | Serkan Asan        |
| 91 | Croazia (bandiera)        | C     | Tonio Teklić       |
| 94 | Turchia (bandiera)        | A     | Enis Destan        |
| 98 | Turchia (bandiera)        | A     | Kağan Moradaoğlu   |
| 99 | Croazia (bandiera)        | C     | Mislav Oršić       |

## Calciomercato

### Sessione estiva
| Acquisti         | Acquisti             | Acquisti             | Acquisti                    |
| R.               | Nome                 | da                   | Modalità                    |
| ---------------- | -------------------- | -------------------- | --------------------------- |
| C                | Batista Mendy        | Angers               | definitivo (4,4 milioni €)  |
| A                | Mislav Oršić         | Southampton          | definitivo (2,4 milioni €)  |
| D                | Rayyan Baniya        | Fatih Karagümrük     | definitivo (2,05 milioni €) |
| C                | Tonio Teklić         | Varaždin             | prestito (1 milione €)      |
| P                | Onuralp Çevikkan     | Altinordu U17        | definitivo (700 mila €)     |
| D                | Filip Benković       | Udinese              | prestito (500 mila €)       |
| D                | Mehmet-Can Aydın     | Schalke 04           | prestito (350 mila €)       |
| A                | Nicolas Pépé         | Arsenal              | gratuito                    |
| A                | Taxiarchīs Fountas   | D.C. United          | gratuito                    |
| D                | Joaquín Fernández    | Real Valladolid      | gratuito                    |
| C                | Dīmītrios Kourmpelīs | Panathīnaïkos        | gratuito                    |
| C                | Göktan Gürpüz        | Borussia Dortmund II | gratuito                    |
| C                | Berat Özdemir        | Al-Ettifaq           | prestito                    |
| Altre operazioni |                      |                      |                             |
| R.               | Nome                 | da                   | Modalità                    |

| Cessioni         | Cessioni             | Cessioni         | Cessioni                    |
| R.               | Nome                 | a                | Modalità                    |
| ---------------- | -------------------- | ---------------- | --------------------------- |
| A                | Djaniny              | Al-Fateh         | definitivo (1,01 milioni €) |
| C                | Dogucan Haspolat     | Westerlo         | definitivo (600 mila €)     |
| C                | Flávio               | Al-Taawoun       | prestito (182 mila €)       |
| D                | Serkan Asan          | Pendikspor       | prestito (102 mila €)       |
| C                | Abdülkadir Parmak    | Sivasspor        | definitivo (100 mila €)     |
| C                | Manolis Siopis       | Cardiff City     | gratuito                    |
| A                | Montasser Lahtimi    | Wydad Casablanca | prestito (100 mila €)       |
| C                | Dorukhan Toköz       | Adana Demirspor  | gratuito                    |
| D                | Marc Bartra          | Betis            | gratuito                    |
| D                | Taha Altıkardeş      | Göztepe          | prestito                    |
| C                | Behlül Aydin         | 1461 Trabzon     | prestito                    |
| A                | Safa Kinali          | 1461 Trabzon     | gratuito                    |
| A                | Maxi Gómez           | Cadice           | prestito                    |
| Altre operazioni |                      |                  |                             |
| R.               | Nome                 | da               | Modalità                    |
| C                | Marek Hamšík         |                  | ritiro                      |
| C                | Süleyman Cebeci      |                  | svincolato                  |
| C                | Ebrar Cumur          |                  | svincolato                  |
| A                | Yusuf Yazıcı         | Lilla            | fine prestito               |
| C                | Jean-Philippe Gbamin | Everton          | fine prestito               |
| A                | Lazar Marković       | Gaziantep        | fine prestito               |

#### Sessione invernale
| Acquisti | Acquisti       | Acquisti          | Acquisti |
| R.       | Nome           | da                | Modalità |
| -------- | -------------- | ----------------- | -------- |
| D        | Thomas Meunier | Borussia Dortmund | gratuito |

| Cessioni | Cessioni             | Cessioni         | Cessioni                   |
| R.       | Nome                 | a                | Modalità                   |
| -------- | -------------------- | ---------------- | -------------------------- |
| C        | Abdülkadir Ömür      | Hull City        | definitivo (2,5 milioni €) |
| C        | Dīmītrios Kourmpelīs | Fatih Karagümrük | prestito                   |
| A        | Tonio Teklić         | Fatih Karagümrük | prestito                   |
| A        | Anastasios Bakasetas | Panathīnaïkos    | n.d.                       |
| D        | Jens Stryger Larsen  | Malmö FF         | gratuito                   |

## Risultati

### Süper Lig

#### Girone di andata
| Arbitro: | Kücük |

|            |           |  |
| Denswil 9’ | Marcatori |  |

| Arbitro: | Karaoğlan |

|                   |           |  |
| Icardi 23’, 90+3’ | Marcatori |  |

| Arbitro: | Umut Meler |

|                                 |           |                          |
| Bakasetas 58’ (rig.) Destan 83’ | Marcatori | 20’ Mocsi 43’, 66’ Keser |

| Arbitro: | Ozdamar |

|           |           |                                                      |
| Winck 85’ | Marcatori | 15’ Destan 28’, 64’ Bardhi 45+4’ Benković 82’ Gürpüz |

| Arbitro: | Bayarslan |

|                                     |           |  |
| Onuachu 29’ Bakasetas 41’ Višća 61’ | Marcatori |  |

| Arbitro: | Seker |

|                                                  |           |                       |
| R. Rivas 72’ Lamkel Zé 88’ F. Dele-Bashiru 90+7’ | Marcatori | 44’ Višća 62’ Onuachu |

| Arbitro: | Şimşek |

|                          |           |            |
| Onuachu 3’ Bakasetas 27’ | Marcatori | 36’ Çekiçi |

| Arbitro: | Sağlam |

|          |           |  |
| Nani 29’ | Marcatori |  |

| Arbitro: | Kardeşler |

|                  |           |  |
| Aliti 54’ (aut.) | Marcatori |  |

| Istanbul 29 ottobre 2023, ore 16:00 UTC+3 10ª giornata | Fatih Karagümrük | 0 – 0 referto | Trabzonspor | Stadio olimpico Atatürk (2 350 spett.)\| Arbitro: \| Şansalan \| |
| Arbitro:                                               | Şansalan         |               |             |                                                                  |

| Arbitro: | Kücük |

|                              |           |                                  |
| Tadić 61’ (rig.), 90’ (rig.) | Marcatori | 10’ Onuachu 46’ Özdemir 47’ Pépé |

| Arbitro: | Aydın |

|                  |           |          |
| Onuachu 59’, 85’ | Marcatori | 77’ Prip |

| Arbitro: | Bayarslan |

|                        |           |                                      |
| Sáiz 4’ Manaj 20’, 67’ | Marcatori | 39’ Pépé 45+1’ Onuachu 76’ Trézéguet |

| Arbitro: | Öztürk |

|  |           |             |
|  | Marcatori | 88’ Bahoken |

| Arbitro: | Kardeşler |

|            |           |                                  |
| Drăguș 80’ | Marcatori | 48’, 76’ Trézéguet 59’ Bakasetas |

| Arbitro: | Cihan Aydın |

|                            |           |                        |
| Benković 21’ Onuachu 45+1’ | Marcatori | 90+5’ (rig.) Antalyalı |

| İstanbul 19 dicembre 2023, ore 20:00 UTC+3 17ª giornata | İstanbulspor | 0 – 3 (a tavolino) referto | Trabzonspor | Esenyurt Necmi Kadıoğlu Stadium (2 641 spett.)\| Arbitro: \| Ali Şansalan \| |
| Arbitro:                                                | Ali Şansalan |                            |             |                                                                              |

| Arbitro: | Bayarslan |

|           |           |            |
| Mendy 34’ | Marcatori | 12’ Pelkas |

| Arbitro: | Burak Şeker |

|  |           |           |
|  | Marcatori | 30’ Višća |

#### Girone di ritorno
| Arbitro: | Bahattin Şimşek |

|              |           |            |
| Yehezkel 68’ | Marcatori | 2’ Fountas |

| Arbitro: | Bitigen |

|            |           |                                               |
| Destan 79’ | Marcatori | 13’, 61’ Zaha 64’ Ayhan 80’, 90+6’ Aktürkoğlu |

| Arbitro: | Ümit Öztürk |

|                 |           |  |
| Varešanović 78’ | Marcatori |  |

| Arbitro: | Numanoğlu |

|                           |           |                                               |
| Destan 19’ Yıldırım 90+1’ | Marcatori | 47’ Kara 58’ (rig.) Hajradinović 75’ Da Costa |

| Arbitro: | Arda Kardeşler |

|                   |           |  |
| Kılıçsoy 44’, 62’ | Marcatori |  |

| Arbitro: | Ali Şansalan |

|                          |           |  |
| Trézéguet 49’ Bardhi 77’ | Marcatori |  |

| Arbitro: | Umut Meler |

|  |           |                          |
|  | Marcatori | 75’ Trézéguet 80’ Destan |

| Arbitro: | Burak Şeker |

|               |           |  |
| Trézéguet 21’ | Marcatori |  |

| Arbitro: | Bayarslan |

|                             |           |            |
| O. Aydın 8’, 38’ Karaca 73’ | Marcatori | 90+5’ Pépé |

| Arbitro: | Kücük |

|                                                                   |           |            |
| Bardhi 32’ Biraschi 64’ (aut.) Trézéguet 70’ Pépé 76’ Bozok 90+3’ | Marcatori | 14’ Marcão |

| Arbitro: | Umut Meler |

|                                 |           |                               |
| Bardhi 63’ Trézéguet 78’ (rig.) | Marcatori | 13’, 45+3’ Fred 87’ Batshuayi |

| Arbitro: | Karaoğlan |

|            |           |                                            |
| Nzonzi 79’ | Marcatori | 19’ Trézéguet 59’ (rig.) Višća 89’ Fountas |

| Arbitro: | Ümit Öztürk |

|  |           |           |
|  | Marcatori | 52’ Menig |

| Arbitro: | Çağdaş Altay |

|              |           |                     |
| Bourabia 87’ | Marcatori | 24’ Destan 58’ Pépé |

| Arbitro: | Tonusluoğlu |

|                                  |           |                        |
| Onuachu 50’, 66’, 68’ Bardhi 65’ | Marcatori | 12’ Sorescu 21’ Drăguș |

| Arbitro: | Bitigen |

|                                                         |           |            |
| Antalyalı 14’ (rig.) Marius 28’ J. Fernández 36’ (aut.) | Marcatori | 32’ Bardhi |

| Arbitro: | Kargın |

|                            |           |  |
| Onuachu 6’, 7’ Meunier 49’ | Marcatori |  |

| Arbitro: | Numanoğlu |

|  |           |               |
|  | Marcatori | 45+2’ Onuachu |

| Arbitro: | Karaoğlan |

|                                         |           |                                     |
| Višća 63’ Destan 87’, 90’, 90+7’ (rig.) | Marcatori | 25’ (rig.) Chatzīgiovannīs 78’ Sowe |

### Coppa di Turchia
| Arbitro: | Tonusluoğlu |

|                                     |           |              |
| Fountas 3’ Destan 19’ Bakasetas 61’ | Marcatori | 16’ Verheydt |

| Arbitro: | Doman |

|                            |           |              |
| Fountas 7’ Destan 28’, 69’ | Marcatori | 15’ Korenica |

| Arbitro: | Güzenge |

|            |           |                             |
| Bostan 14’ | Marcatori | 90+6’ Elmalı 105’ Trézéguet |

| Arbitro: | Sağlam |

|           |           |  |
| Višća 57’ | Marcatori |  |

| Arbitro: | Ali Şansalan |

|                                   |           |                            |
| Višća 15’ Denswil 41’ Fountas 49’ | Marcatori | 22’ R. Mendes 80’ Paoletti |

| Arbitro: | Aydın |

|  |           |                                               |
|  | Marcatori | 54’ Onuachu 69’ Fountas 73’ (rig.), 77’ Bozok |

#### Finale
| Arbitro: | Sansalan |

|                                                |           |                      |
| Ghezzal 45+3’ (rig.) Uçan 54’ Al-Musrati 90+4’ | Marcatori | 13’ Onuachu 89’ Pépé |

## Statistiche

### Statistiche di squadra
| Competizione     | Punti | In casa | In casa | In casa | In casa | In casa | In casa | In trasferta | In trasferta | In trasferta | In trasferta | In trasferta | In trasferta | Totale | Totale | Totale | Totale | Totale | Totale | DR  |
| Competizione     | Punti | G       | V       | N       | P       | Gf      | Gs      | G            | V            | N            | P            | Gf           | Gs           | G      | V      | N      | P      | Gf     | Gs     | DR  |
| ---------------- | ----- | ------- | ------- | ------- | ------- | ------- | ------- | ------------ | ------------ | ------------ | ------------ | ------------ | ------------ | ------ | ------ | ------ | ------ | ------ | ------ | --- |
| Süper Lig        | 67    | 19      | 12      | 1       | 6       | 38      | 25      | 19           | 9            | 3            | 7            | 31           | 25           | 38     | 21     | 4      | 13     | 69     | 50     | +19 |
| Coppa di Turchia |       | 4       | 4       | 0       | 0       | 10      | 4       | 2            | 2            | 0            | 0            | 6            | 1            | 7      | 6      | 0      | 1      | 18     | 8      | +10 |
| Totale           | -     | 23      | 16      | 1       | 6       | 48      | 29      | 21           | 11           | 3            | 7            | 37           | 26           | 45     | 27     | 4      | 14     | 87     | 58     | +29 |

### Andamento in campionato
| Giornata  | 1 | 2  | 3  | 4 | 5 | 6 | 7 | 8 | 9 | 10 | 11 | 12 | 13 | 14 | 15 | 16 | 17 | 18 | 19 | 20 | 21 | 22 | 23 | 24 | 25 | 26 | 27 | 28 | 29 | 30 | 31 | 32 | 33 | 34 | 35 | 36 | 37 | 38 |
| --------- | - | -- | -- | - | - | - | - | - | - | -- | -- | -- | -- | -- | -- | -- | -- | -- | -- | -- | -- | -- | -- | -- | -- | -- | -- | -- | -- | -- | -- | -- | -- | -- | -- | -- | -- | -- |
| Luogo     | C | T  | C  | T | C | T | C | T | C | T  | T  | C  | T  | C  | T  | C  | T  | C  | T  | T  | C  | T  | C  | T  | C  | T  | C  | T  | C  | C  | T  | C  | T  | C  | T  | C  | T  | C  |
| Risultato | V | P  | P  | V | V | P | V | P | V | N  | V  | V  | N  | P  | V  | V  | V  | N  | V  | N  | P  | P  | P  | P  | V  | V  | V  | P  | V  | P  | V  | P  | V  | V  | P  | V  | V  | V  |
| Posizione | 6 | 10 | 13 | 7 | 4 | 6 | 5 | 6 | 5 | 6  | 4  | 4  | 5  | 6  | 4  | 3  | 3  | 3  | 3  | 3  | 3  | 3  | 3  | 4  | 3  | 3  | 3  | 3  | 3  | 3  | 3  | 3  | 3  | 3  | 3  | 3  | 3  | 3  |

Legenda:

Luogo: C = Casa; T = Trasferta. Risultato: V = Vittoria; N = Pareggio; P = Sconfitta.